# NGC 1692
NGC 1692 (również PGC 16336) – galaktyka soczewkowata (S0), znajdująca się w gwiazdozbiorze Erydanu. Odkrył ją 11 grudnia 1885 roku Ormond Stone.